# Durbe
Durbe est une ville de la région de Kurzeme en Lettonie. Elle a 620 habitants pour une superficie de 1,6 km2.
La bataille de Durbe se déroula le 13 juillet 1260 près de Durbe en Lettonie. Victoire des Samogitiens de Lituanie sur l'Ordre Teutonique.